# Войче Търбич
Миливое (Войче) Търбич (на сръбски: Војче Трбић или Vojče Trbić) e сръбски войвода на чета на сръбската въоръжена пропаганда, действала в Македония по време на българската окупация в годините на Втората световна война.

## Биография
Търбич е роден на 13 април град Прилеп, тогава окупиран от Кралство Сърбия по време на Балканската война, в семейството на сръбския четнически войвода Василие Търбич. По време на Първата световна война е интерниран с цялото му семейство в Царство България, където е осиновен от български офицер.
След разгрома на Кралство Югославия от Германия през април 1941 година Търбич се опитва да организира в сърбоманското Поречие четническо движение на Дража Михайлович. Организира въоръжени чети и селски комитети заедно с партньорката си Злата Маджова. След войната е разстрелян от комунистите през септември 1947 година.